# Maria Giatrakis
Maria Giatrakis (10 de junho de 1980) é uma ex-futebolista grega que atuava como goleira.

## Carreira
Maria Giatrakis representou a Seleção Grega de Futebol Feminino, nas Olimpíadas de 2004. 